# Bijelo Polje
 Ovo je glavno značenje pojma Bijelo Polje. Za druga značenja pogledajte Bijelo Polje (razdvojba).
Bijelo Polje, grad na sjeveroistoku Crne Gore.

## Zemljopis
Bijelo Polje leži u dolini koju dijeli rijeka Lim. To je živopisan grad, okružen bogatim pašnjacima, izvorima i nepreglednim šumama. Područje Bijelog Polja zahvaća prostor od 924 km2, s oko 57.000 stanovnika. Zahvaljujući pruzi Beograd – Bar i razvijenoj putnoj mreži, Bijelo Polje ima veoma povoljan geografski položaj.

## Povijest
Ovo područje je bilo nastanjeno još u neolitu i brončanom dobu, što potvrđuju pronađeni ostatci.
Neka predanja kažu, da je Bijelo Polje dobilo ime po cvjetovima bijele boje, koji su s proljeća prekrivali čitavo područje ovoga grada. Do Balkanskih ratova 1912. godine naziv grada je bio Akovo, a grad je pripadao otomanskom imperiju. 

## Stanovništvo
Po posljednjem službenom popisu stanovništva iz 2003. godine, općina Bijelo Polje imala je 50.284 stanovnika, raspoređenih u 98 naseljenih mjesta.
Nacionalni sastav:
- Srbi – 20.275 (40,32 %)
- Bošnjaci – 11.377 (22,62 %)
- Crnogorci – 8936 (17,77 %)
- Muslimani – 7936 (15,78 %)
- nacionalno neopredijeljeni – 847 (1,68 %)
- ostali – 913 (1,83 %)

Vjerski sastav:
- pravoslavci – 28.966 (57,60 %)
- muslimani – 19.964 (39,70 %)
- ostali – 318 (0,63 %)
- neopredijeljeni – 448 (0,89 %)
- ne vjeruju – 100 (0,19 %)
- nepoznato – 488 (0,99 %)

## Poznate osobe
- Ibrahim Pačariz Biočak, bošnjački imam i pjesnik

## Naseljena mjesta
Babaići, 
Barice, 
Bijedići, 
Bijelo Polje, 
Bliškovo, 
Bojišta, 
Boljanina, 
Boturići, 
Cerovo, 
Crniš, 
Crnča, 
Crhalj,
Čeoče, 
Čokrlije, 
Dobrakovo, 
Dobrinje, 
Dolac,
Dubovo, 
Đalovići, 
Džafića Brdo, 
Femića Krš, 
Godijevo, 
Goduša, 
Grab,
Grančarevo, 
Gubavač, 
Ivanje, 
Jablanovo, 
Jabučno, 
Jagoče, 
Kanje, 
Kičava, 
Kovren, 
Korita,
Kostenica, 
Kostići, 
Kukulje, 
Lazovići, 
Laholo, 
Lekovina, 
Lijeska, 
Lozna, 
Loznica,
Lješnica, 
Majstorovina, 
Metanjac,
Milovo, 
Mioče, 
Mirojevići, 
Mojstir, 
Mokri Lug, 
Muslići,
Negobratina, 
Nedakusi, 
Njegnjevo, 
Obrov, 
Okladi, 
Orahovica, 
Osmanbegovo Selo, 
Ostrelj, 
Pavino Polje, 
Pali,
Pape,
Pećarska, 
Pobretići, 
Poda,
Požeginja, 
Potkrajci, 
Potrk, 
Prijelozi, 
Pripčići, 
Ravna Rijeka, 
Radojeva Glava, 
Radulići, 
Rakita, 
Rakonje, 
Rasovo, 
Rastoka, 
Resnik, 
Rodijelja, 
Sadići, 
Sela, 
Sipanje, 
Sokolac,
Srđevac, 
Stožer, 
Stubo, 
Šipovice, 
Tomaševo, 
Trubine, 
Ujniče, 
Unevine, 
Voljavac, 
Vrh, 
Zaton, 
Zminac, 
Žiljak i 
Žurena.

## Nacionalni sastav po naseljenim mjestima
- Babaići – uk. 105, Srbi – 76, Crnogorci – 18, neopredijeljeni – 3, ostali – 8
- Barice – uk. 291, Srbi – 165, Crnogorci – 93, neopredijeljeni – 8, ostali – 25
- Bijedići – uk. 100, Srbi – 66, Muslimani – 17, Crnogorci – 9, Bošnjaci – 8
- Bijelo Polje – uk. 15.883, Srbi – 6225, Bošnjaci – 3305, Crnogorci – 3179, Muslimani – 2377, neopredijeljeni – 431, ostali – 366
- Bliškovo – uk. 249, Srbi – 190, Crnogorci – 58, neopredijeljeni – 1
- Bojišta – uk. 194, Srbi – 112, Crnogorci – 81, ostali – 1
- Boljanina – uk. 398, Muslimani – 153, Srbi – 114, Bošnjaci – 99, Crnogorci – 25, neopredijeljeni – 3, ostali – 4
- Boturići – uk. 131, Srbi – 51, Bošnjaci – 44, Muslimani – 29, Crnogorci – 7
- Cerovo – uk. 261, Srbi – 183, Crnogorci – 72, neopredijeljeni – 2, ostali – 4
- Crniš – uk. 170, Bošnjaci – 110, Crnogorci – 36, Srbi – 23, ostali – 1
- Crnča – uk. 486, Srbi – 209, Bošnjaci – 128, Crnogorci – 105, Muslimani – 38, ostali – 6
- Crhalj – uk. 476, Muslimani – 366, Bošnjaci – 98, Srbi – 6, neopredijeljeni – 1, ostali – 5
- Čeoče – uk. 78, Srbi – 73, neopredijeljeni – 3, Crnogorci – 2
- Čokrlije – uk. 144, Srbi – 81, Crnogorci – 59, ostali – 4
- Dobrakovo – uk. 350, Bošnjaci – 195, Muslimani – 137, Crnogorci – 12, ostali – 6
- Dobrinje – uk. 248, Srbi – 139, Muslimani – 45, Crnogorci – 33, Bošnjaci – 26, neopredijeljeni – 2, ostali – 3
- Dolac – uk. 98, Bošnjaci – 87, Muslimani – 10, Crnogorci – 1
- Dubovo – uk. 204, Muslimani – 75, Srbi – 68, Crnogorci – 34, Bošnjaci – 23, ostali – 4
- Džafića Brdo – uk. 945, Bošnjaci – 372, Muslimani – 263, Srbi – 176, Crnogorci – 122, neopredijeljeni – 6, ostali – 6
- Đalovići – uk. 115, Srbi – 57, Bošnjaci – 30, Muslimani – 23, Crnogorci – 5
- Femića Krš – uk. 522, Srbi – 375, Crnogorci – 136, neopredijeljeni – 4, ostali – 7
- Godijevo – uk. 636, Bošnjaci – 468, Muslimani – 138, Crnogorci – 8, ostali – 22
- Goduša – uk. 481, Muslimani – 322, Bošnjaci – 153, neopredijeljeni – 3, Srbi – 1, ostali – 2
- Grab – uk. 501, Srbi – 349, Crnogorci – 137, neopredijeljeni – 9, ostali – 6
- Grančarevo – uk. 242, Srbi – 184, Crnogorci – 58
- Gubavač – uk. 550, Bošnjaci – 390, Srbi – 97, Muslimani – 49, neopredijeljeni – 10, Crnogorci – 3, ostali – 1
- Ivanje – uk. 465, Srbi – 242, Bošnjaci – 149, Muslimani – 39, Crnogorci – 28, neopredijeljeni – 4, ostali – 3
- Jablanovo – uk. 58, Srbi – 38, Muslimani – 17, Crnogorci – 3
- Jabučno – uk. 104, Srbi – 60, Crnogorci – 43, neopredijeljeni – 1
- Jagoče – uk. 133, Srbi – 88, Muslimani – 29, Crnogorci – 10, Bošnjaci – 6
- Kanje – uk. 389, Bošnjaci – 306, Srbi – 54, Muslimani – 16, Crnogorci – 10, neopredijeljeni – 3
- Kičava – uk. 118, Srbi – 83, Crnogorci – 35
- Kovren – uk. 411, Srbi – 296, Crnogorci – 101, neopredijeljeni – 12, ostali – 2
- Korita – uk. 346, Bošnjaci – 318, Muslimani – 28
- Kostenica – uk. 133, Srbi – 118, Crnogorci – 8, Muslimani – 7
- Kostići – uk. 321, Bošnjaci – 199, Muslimani – 116, Srbi – 6
- Kukulje – uk. 569, Bošnjaci – 347, Muslimani – 141, Srbi – 35, Crnogorci – 24, neopredijeljeni – 9, ostali – 13
- Lazovići – uk. 171, Bošnjaci – 153, Srbi – 12, Muslimani – 2, ostali – 4
- Laholo – uk. 263, Bošnjaci – 184, Muslimani – 30, Crnogorci – 25, Srbi – 24
- Lekovina – uk. 397, Srbi – 299, Crnogorci – 85, neopredijeljeni – 11, ostali – 2
- Lijeska – uk. 269, Srbi – 143, Crnogorci – 112, neopredijeljeni – 14
- Lozna – uk. 476, Bošnjaci – 193, Srbi – 117, Muslimani – 107, Crnogorci – 53, ostali – 6
- Loznica – uk. 279, Bošnjaci – 117, Muslimani – 65, Srbi – 64, Crnogorci – 33
- Lješnica – uk. 1270, Srbi – 771, Crnogorci – 325, Muslimani – 104, Bošnjaci – 35, neopredijeljeni – 18, ostali – 17
- Majstorovina – uk. 327, Crnogorci – 181, Srbi – 144, neopredijeljeni – 1, ostali – 1
- Metanjac – uk. 219, Bošnjaci – 90, Muslimani – 85, Srbi – 41, Crnogorci – 2, ostali – 1
- Milovo – uk. 110, Bošnjaci – 64, Srbi – 27, Muslimani – 13, Crnogorci – 4, ostali – 2
- Mioče – uk. 274, Crnogorci – 137, Srbi – 124, Muslimani – 5, neopredijeljeni – 2, ostali – 6
- Mirojevići – uk. 295, Muslimani – 142, Bošnjaci – 114, Srbi – 38, neopredijeljeni – 1
- Mojstir – uk. 134, Bošnjaci – 80, Srbi – 46, Crnogorci – 8
- Mokri Lug – uk. 47, Muslimani – 20, Srbi – 18, Crnogorci – 9
- Muslići – uk. 289, Srbi – 194, Crnogorci – 93, ostali – 2
- Negobratina – uk. 72, Bošnjaci – 72
- Nedakusi – uk. 2308, Srbi – 985, Bošnjaci – 479, Muslimani – 437, Crnogorci – 258, neopredijeljeni – 63, ostali – 86
- Njegnjevo – uk. 699, Srbi – 500, Crnogorci – 155, neopredijeljeni – 20, Muslimani – 15, Bošnjaci – 2, ostali – 7
- Obrov – uk. 316, Muslimani – 99, Srbi – 95, Bošnjaci – 60, neopredijeljeni – 33, Crnogorci – 28, ostali – 1
- Okladi – uk. 49, Crnogorci – 25, Srbi – 23, ostali – 1
- Orahovica – uk. 479, Srbi – 210, Crnogorci – 123, Muslimani – 82, Bošnjaci – 41, neopredijeljeni – 4, ostali – 19
- Osmanbegovo Selo – uk. 69, Bošnjaci – 48, Muslimani – 17, Crnogorci – 2, Srbi – 2
- Ostrelj – uk. 364, Srbi – 237, Crnogorci – 117, neopredijeljeni – 8, Muslimani – 1, ostali – 1
- Pavino Polje – uk. 294, Srbi – 225, Crnogorci – 51, neopredijeljeni – 7, Bošnjaci – 2, ostali – 9
- Pali – uk. 163, Srbi – 108, Crnogorci – 47, neopredijeljeni – 6, ostali – 2
- Pape – uk. 295, Srbi – 164, Crnogorci – 113, neopredijeljeni – 13, ostali – 5
- Pećarska – uk. 229, Srbi – 114, Bošnjaci – 60, Crnogorci – 36,  Muslimani – 13, neopredijeljeni – 6
- Pobretići – uk. 182, Bošnjaci – 121, Srbi – 50, Crnogorci – 10, ostali – 1
- Poda – uk. 499, Bošnjaci – 210, Muslimani – 173, Crnogorci – 60, Srbi – 54, neopredijeljeni – 2
- Požeginja – uk. 66, Srbi – 61, Crnogorci – 3, neopredijeljeni – 2
- Potkrajci – uk. 1915, Srbi – 670, Bošnjaci – 660, Crnogorci – 265,  Muslimani – 264, neopredijeljeni – 5, ostali – 51
- Potrk – uk. 418, Srbi – 256, Crnogorci – 146, neopredijeljeni – 10, Muslimani – 1, ostali – 5
- Prijelozi – uk. 411, Srbi – 264, Crnogorci – 138, neopredijeljeni – 3, ostali – 6
- Pripčići – uk. 190, Srbi – 120, Muslimani – 33, Crnogorci – 28, neopredijeljeni – 9
- Ravna Rijeka – uk. 848, Srbi – 569, Crnogorci – 193, Muslimani – 36, neopredijeljeni – 19, Bošnjaci – 16, ostali – 15
- Radojeva Glava – uk. 170, Bošnjaci – 143, Srbi – 22, Crnogorci – 4, Muslimani – 1
- Radulići – uk. 112, Srbi – 65, Crnogorci – 40, Bošnjaci – 4,  ostali – 3
- Rakita – uk. 120, Srbi – 79, Crnogorci – 34, Muslimani – 1, ostali – 6
- Rakonje – uk. 792, Srbi – 464, Crnogorci – 217, Muslimani – 58, Bošnjaci – 33, neopredijeljeni – 7, ostali – 13
- Rasovo – uk. 609, Muslimani – 268, Srbi – 149, Bošnjaci – 145, Crnogorci – 47
- Rastoka – uk. 169, Srbi – 116, Crnogorci – 24, Bošnjaci – 20,  Muslimani – 9
- Resnik – uk. 2739, Muslimani – 947, Srbi – 792, Bošnjaci – 630, Crnogorci – 301, neopredijeljeni – 27, ostali – 42
- Rodijelja – uk. 155, Srbi – 90, Bošnjaci – 37, Crnogorci – 13, Muslimani – 9, neopredijeljeni – 5, ostali – 1
- Sadići – uk. 113, Srbi – 77, Crnogorci – 32, neopredijeljeni – 4
- Sela – uk. 61, Crnogorci – 32, Srbi – 29
- Sipanje – uk. 138, Muslimani – 118, Bošnjaci – 20
- Sokolac – uk. 184, Srbi – 100, Crnogorci – 78, neopredijeljeni – 6
- Srđevac – uk. 337, Bošnjaci – 170, Srbi – 83, Muslimani – 57, Crnogorci – 25, ostali – 2
- Stožer – uk. 257, Srbi – 156, Crnogorci – 87, neopredijeljeni – 10, ostali – 4
- Stubo – uk. 82, Muslimani – 53, Bošnjaci – 26, Srbi – 3
- Šipovice – uk. 35, Bošnjaci – 20, Muslimani – 14, ostali – 1
- Tomaševo – uk. 282, Srbi – 190, Crnogorci – 83, neopredijeljeni – 2, ostali – 7
- Trubine – uk. 218, Bošnjaci – 150, Srbi – 57, Crnogorci – 8, Muslimani – 2, ostali – 1
- Ujniče – uk. 29, Crnogorci – 23, Srbi – 6
- Unevine – uk. 282, Srbi – 196, Crnogorci – 71, neopredijeljeni – 9, Muslimani – 6
- Voljavac – uk. 194, Srbi – 78, Muslimani – 67, Bošnjaci – 40, Crnogorci – 6, neopredijeljeni –  1, ostali – 2
- Vrh – uk. 46, Srbi – 41, Bošnjaci – 5
- Zaton – uk. 930, Srbi – 494, Crnogorci – 346, Bošnjaci – 11, ostali – 79
- Zminac – uk. 214, Bošnjaci – 124, Muslimani – 84, Crnogorci – 2, neopredijeljeni – 2, ostali – 2
- Žiljak – uk. 178, Bošnjaci – 90, Srbi – 58, Crnogorci – 25, Muslimani – 3, neopredijeljeni – 2
- Žurena – uk. 247, Srbi – 121, Muslimani – 60, Bošnjaci – 47, Crnogorci – 18, ostali – 1

## Jezici
- srpski – 31.134 (61,91 %)
- crnogorski – 11.729 (23,32 %)
- bošnjački – 4985 (9,91 %)
- bosanski – 1035 (2,05 %)
- ostali i nepoznato – 1401 (2,81 %)